# Vorwärts
Vorwärts (tedesco per Avanti) è il quotidiano ufficiale del Partito Socialdemocratico di Germania (SPD).
Fu fondato come settimanale a ottobre 1876 da Wilhelm Liebknecht, che ne fu il primo direttore.
Vi collaborarono Friedrich Engels e Karl Marx.
Nel 1891 divenne quotidiano e fu soppresso dal nazismo nel 1933, benché la sua stampa continuasse clandestina a Praga e Parigi fino al termine della seconda guerra mondiale.
Rifondato in Germania Ovest nel 1955 in formato broadsheet, in seguito fu stampato in tabloid.
La sua sede legale è a Bonn, fino al 1990 capitale della Germania Occidentale.

## Storia

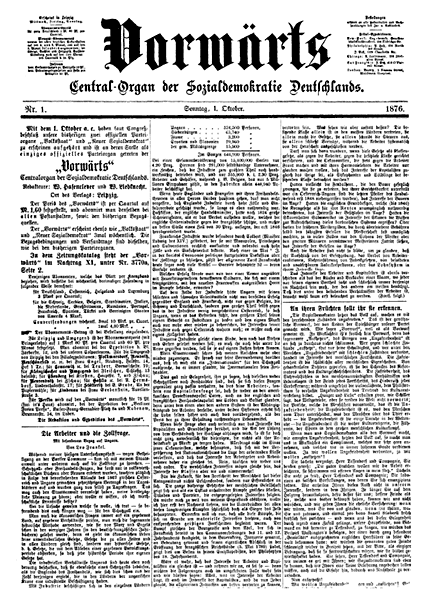
Prima pagina del primo numero del giornale (1º ottobre 1876)

Vorwärts fu fondato la prima volta a Lipsia nel 1876 come organo del "Partito Socialdemocratico dei Lavoratori Tedeschi" (Sozialdemokratische Arbeiterpartei Deutschlands, SAPD). La testata del giornale fa riferimento a un articolo del numero pilota: « Voi, lavoratori, voi vi muovete attraverso il deserto doloroso della vita, ricoperti della polvere bruciante di ciò di cui siete stati privati... A voi, noi indirizziamo con forza questo grido: "Avanti!" ("Vorwärts!") ». È su questo giornale che Engels pubblicò gli articoli che vennero successivamente raccolti nel libro Anti-Dühring. La pubblicazione fu sospesa il 26 ottobre 1878 a causa delle leggi antisocialiste emanate il 19 ottobre precedente.
Nel 1891, con l'abrogazione della legge sui socialisti, il Vorwärts fu rifondato come organo centrale del Partito Socialdemocratico di Germania (SPD), in cui era confluita al SAPD. Venne pubblicato quotidianamente dal 1891 al 1933. Wilhelm Liebknecht ne fu redattore capo fino alla morte, nel 1900. Gli successe Kurt Eisner fino al 1905. Verso il 1910 nel divenne redattore capo Rudolf Hilferding. 
Durante la prima Guerra mondiale, inizialmente il Vorwärts sostenne la posizione pacifista dei deputati socialdemocratici che si opponevano alla guerra, contro la maggioranza del Partito che invece la sosteneva (Burgfriedenspolitik): questo posizionamento non era un'eccezione, infatti anche i giornali socialisti di Lipsia e di Stoccarda avevano optato per una posizione pacifista, coerente con l'analisi della guerra come espressione dell'imperialismo. La direzione del Partito tentò di prendere il controllo del giornale, attraverso l'intervento di F. Stampfer che era incaricato di sorvegliare la pubblicazione. La partenza di Rudolf Hilferding nel 1915, richiamato nell'esercito austroungarico, permise a Stampfer di assumere la carica di redattore capo del quotidiano, che da allora in poi rientrò nei ranghi. Stampfer rimase redattore capo fino al 1933, quando andò al potere il Partito Nazista.
Durante la Rivoluzione tedesca del 1918-19 il Vorwärts sostenne una linea parlamentare e sul giornale furono pubblicati articoli ostili agli spartachisti. Gli Spartachisti, da parte loro, occuparono i locali del quotidiano.
Sotto il regime nazista la SPD fu messa fuori legge e di conseguenza il Vorwärts cessò di essere pubblicato nel 1933, ma continuò in esilio, in Cecoslovacchia fino al 1938 e poi a Parigi fino al 1940.
Nel 1948 il giornale venne rifondato con il nome di Neuer Vorwärts ("Nuovo Vorwärts") che era il nome assunto dal giornale in esilio. Nel 1955 fu nuovamente ribattezzato Vorwärts. Nel 1989, a causa della forte erosione della diffusione del giornale, il Vorwärts si è fuso con il periodico socialista Sozialdemokratisches Magazin per diventare Vorwärts: Sozialdemokratisches Magazin: una rivista che esce due volte al mese e viene inviata a domicilio a tutti gli iscritti al Partito. 
Oggi la diffusione mensile del Vorwärts è di circa 515 000 copie.